# 阿拉伯诸王朝统治时期埃及历史
阿拉伯诸王朝统治下的埃及历史，公元639年到公元1517年，有以下时期：
- 阿拉伯人征服埃及，639年-969年
- 法蒂玛王朝（又译法特梅王朝）971年-1171年
- 阿尤布王朝，1174年-1263年
- 马木留克王朝，1250年-1517年